# Ос-Багатар II
Ос-Багата́р II (осет. Ос-Бæгъатыр II) — аланский средневековый вождь или последний царь, известный из осетинского фольклора и грузинских письменных источников. В фольклоре, вероятно, собирательный образ.

## Хронология Ос-Багатаров
Слово «Багатар», имеет тюркское происхождение, означает «храбрый», «богатырь». Вероятно к осетинам оно попало от гуннов, совершивших в IV веке поход на Запад. Первоначально этим термином аланы обозначали высший слой военной аристократии, предводителей дружин. Позднее, с развитием социальных отношений, «Багатарами» стали именовать и царей, подчеркивая, тем самым, их происхождение из военно-аристократической элиты. Так, например, согласно Ибн-Рустэ (X век) царь аланов назывался «Багатар». Кроме того, в отдельных случаях рассматриваемый термин использовался как антропоним.
В исторических летописях мы встречаем нескольких Ос-Багатаров:
- 1) легендарного Ос-Багатара, «осетинского Голиафа» сражавшегося с грузинским правителем Вахтангом Горгасалом (V век);
- 2) Ос-Багатара I, командовавшего абхазскими войсками в войне в грузинской области Картли в конце IX века;
- 3) Ос-Багатара II, младшего сына царя Осетии из рода Ахсартаггата (XIII—XIV века)[1][6].

Последние двое вероятно были Царями Осетии, первый же, Ос-Багатар — «осетинский Голиаф», был вождём осетинской дружины.

## Биография
Сын аланского царя, погибшего в междоусобице монгольских ханов Хулагу и Берке, Ос-Багатар II действовал во времена монгольского завоевания Алании и Грузии, вместе со своим братом Фареджаном (Пареджаном) участвовал в борьбе грузинских феодалов за царский престол. Ос-Багатар II контролировал высокогорную Осетию, в частности, Алагирское ущелье, где производилось серебро (упомянутое в эпитафии над могилой Ос-Багатара II). В 1292 году ему удалось взять город-крепость Гори с окрестными поселениями на предгорной равнине. Этим он попытался восстановить аланскую государственность, фактически утраченную в северных предгорьях Кавказа, с помощью хулагидов, которыми правил тогда Газан-хан. В 1306 году Ос-Багатар II погиб. После его смерти грузинскому царю Георгию V Блистательному на фоне ослабления позиций монголов удалось объединить грузинских феодалов и, среди прочих достижений, вернуть контроль над Гори.
Васо Абаев считал, что в фольклорном образе нарта Батраза (Батыр-ас – «богатырь асский»),  подразумевается предводитель осетин в XIII–XIV вв. Ос-Багатар. Согласно грузинским источникам, он овладел крепостью Гори. Между тем Гори не раз упоминается в осетинском эпосе, и в некоторых сказаниях его осада и взятие приписываются именно Батразу.
Подытоживая свои размышления о происхождении имени  Сослана и Батраза, Абаев пишет: «Есть все основания считать, что именно Сослан и Батраз принадлежали к реальным историческим персонажам; они, по сути, – имена древних и средневековых правителей Осетии»
«Сармато-боспорские отношения в отражении нартовских сказаний» //Избранные труды. Владикавказ, 1990. Т. 1., 384-385.
Предположительной могилой Ос-Багатара II является захоронение под полом Нузальской часовни в горах Северной Осетии, исследованное археологом Евгенией Пчелиной в 1946 году. До XX века в святилище Реком хранились средневековые доспехи, по легенде принадлежавшие Ос-Багатару II (позже перевезены в краеведческий музей в Алагире, утрачены в 1942 году во время немецкой оккупации). На стене Нузальской часовни была пространная эпитафия на грузинском языке, упоминавшая среди прочего добычу серебра и золота в Алагирском ущелье («Руды золота и серебра имею в таком обилии, как вода»), впрочем, датируемая некоторыми исследователями XVIII веком. Надпись утрачена (уничтожена) в конце XIX века, но известна по двум достоверным спискам (один из них сделан в XVIII веке историком Вахушти Багратиони).

## В современной культуре
Истории Ос-Багатара II посвящена одноимённая драма в стихах («Ос-Бæгъатыр», 1929) известного осетинского писателя Цомака Гадиева. Писатель использует историю противоборства аланов с грузинами и монголами, чтобы показать трагедию внутреннего социального конфликта. Ос-Багатар у Гадиева — вождь из среды равных воинов (см. военная демократия), в конечном итоге предающий общее дело и надежды народа за возможность стать аристократом.
Образ Ос-Багатара вдохновлял художников и скульптуров. Известны картины Григория Котаева и Вадима Каджаева, скульптурное изображение работы Урузмага Кадзова.
В Северной Осетии обсуждается проект установки памятника Ос-Багатару в рамках празднования 1100-летия крещения Алании. Объявлен конкурс, найдены частные спонсоры. Памятник предполагается установить на площади Свободы во Владикавказе.